# Teenage Bounty Hunters
Teenage Bounty Hunters est une série télévisée de comédie pour adolescents américaine créée par Kathleen Jordan. Une unique saison produite par Netflix sort sur la plateforme de vidéo à la demande le 14 août 2020. 

## Synopsis
Des fausses jumelles, Sterling et Blair, appartiennent à la haute société WASP d'Atlanta, et fréquentent un lycée privé chrétien évangélique, Willingham Academy. Elles ne semblent préoccupée que par leur virginité, déjà perdue par Sterling et que Blair souhaite perdre. Un soir, elles s'accrochent avec un repris de justice qui leur permet de mettre en valeur leur maniement des armes, acquis auprès de leur père féru de chasse. Elles aident un chasseur de primes, Bowser, à le capturer, et désireuses de se faire de l'argent tout en exploitant leur potentiel, lui proposent de travailler avec lui.

## Distribution

### Acteurs principaux
- Maddie Phillips (VF : Kaycie Chase) : Sterling Wesley, sœur jumelle de Blair
- Anjelica Bette Fellini (VF : Rebecca Benhamour) : Blair Wesley, sœur jumelle de Sterling
- Kadeem Hardison (VF : Emmanuel Jacomy) : Bowser Simmons, un chasseur de primes et le gérant de Yogurtopia
- Virginia Williams (VF : Rafaèle Moutier) : Debbie Wesley, la mère des jumelles

### Acteurs récurrents
- Spencer House (VF : Donald Reignoux) : Luke Creswell, le petit ami de Sterling depuis l'enfance
- Mackenzie Astin (en) (VF : Damien Boisseau) : Anderson Wesley, le père des jumelles
- Eric Graise (VF : Anthony Carter) : Ezequiel, un ami d'April
- Wynn Everett (en) (VF : Danièle Douet) : Ellen Johnson, l'enseignante responsable de la confrérie à Willingham Academy
- Devon Hales (VF : Anna Ramade) : April Stevens, une lycéenne qui déteste Sterling
- Charity Cervantes (VF : Meaghan Dendrael) : Hannah B., une amie d'April
- Myles Evans (VF : Alexis Tomassian) : Miles Taylor, le petit ami de Blair
- Carolyn Jones Ellis : Cathy, l'employée de Yogurtopia
- Cliff 'Method Man' Smith (VF : Serge Faliu) : Terrance Coin, un chasseur de primes à succès
- Shirley Rumierk (VF : Edwige Lemoine) : Yolanda, la belle-sœur et la patronne de Bowser
- Given Sharp : Horny Lorna, une étudiante de Willingham Academy
- Jacob Rhodes : Franklin, le partenaire de golf de Luke

Source et légende : Version française (VF) sur RS Doublage

## Épisodes
1. Le Camion de Papa
2. C'est quoi, ce Jennings ?
3. Comme une idiote
4. Plutôt Pluton
5. La mort, ça craint
6. Débattre et s'ébattre
7. S'unir ou quelque chose comme ça
8. Du b-b ba à la telenovela
9. Au bon jambon
10. Un truc qui pique

## Développement
La série devait initialement s'intituler Slutty Teenage Bounty Hunters, créée par Kathleen Jordan, avec comme producteur exécutif Robert Sudduth, Jenji Kohan, Tara Herrmann et Blake McCormick. Le pilote est réalisé par Jesse Peretz. Le 22 juillet 2020, lors de l'annonce de la date de la sortie de la série, le terme "Slutty" est supprimé. Le titre de la série devient Teenage Bounty Hunters. La bande-annonce officielle est mis en ligne le 30 juillet 2020. Teenage Bounty Hunters sort sur Netflix le 14 août 2020. Le 5 octobre 2020, Netflix annonce l'annulation de la série après la saison 1.

## Distribution des rôles
Le 28 juin 2019, Maddie Philipps, Anjelica Bette Fellini, Kadeem Hardison et Virginia Williams sont annoncés dans les rôles principaux de la série.  Mackenzie Astin, Method Man, Myles Evans, Spencer House, Devon Hales et Shirley Rumierk sont aussi au casting,.

## Tournage
Le tournage de la série a lieu à Atlanta, en Géorgie, de juillet à octobre 2019.

## Diffusion
La saison 1 est sorti sur Netflix le 14 août 2020.